# Fritz Geyer (Historiker)
Fritz Geyer (* 15. August 1879 in Waltershausen; † 22. Dezember 1938 in Berlin) war ein deutscher Althistoriker und Gymnasiallehrer.
Fritz Geyer, der Sohn des Gymnasiallehrers Paul Geyer (1852–nach 1913), besuchte das Friedrichwerdersche Gymnasium in Berlin und studierte nach der Reifeprüfung (21. September 1898) an der Berliner Universität Geschichte, Religionswissenschaft, Germanistik und Geographie. Bereits am 13. Oktober 1902 wurde er mit einer Studie über die Topographie und Geschichte der griechischen Insel Euboia zum Dr. phil. promoviert. Am 12. Januar 1904 legte er die Lehramtsprüfung in den Fächern Geschichte, Religion, Deutsch und Geographie ab.
Nach dem Examen absolvierte Geyer den Vorbereitungsdienst für das Gymnasiallehramt: von Ostern 1904 bis 1905 das Seminarjahr am Gymnasium Steglitz, anschließend das Probejahr am Reformierten Realgymnasium in Berlin-Charlottenburg, wo er ab dem 1. April 1906 als Oberlehrer (seit 1918 Studienrat) tätig war. Während des Ersten Weltkriegs erhielt Geyer am 16. Oktober 1918 das Verdienstkreuz für Kriegshilfe. Zum 1. Januar 1929 wurde er zum Mitglied des Wissenschaftlichen Prüfungsamtes für das Fach Geschichte ernannt.
Neben dem Schuldienst setzte Geyer seine wissenschaftlichen Studien fort. Sein Forschungsschwerpunkt war die griechische Geschichte, vor allem aus der Zeit des Hellenismus und der Kaiserzeit. Er verfasste in den 20er und 30er Jahren Studienbücher zur antiken Geschichte und Staatstheorie sowie zahlreiche Artikel für Paulys Realenzyklopädie der klassischen Altertumswissenschaft (RE).

## Schriften (Auswahl)
- Topographie und Geschichte der Insel Euboia im Altertum.  Berlin 1902–1903 (Nur Teil 1 von zwei geplanten Teilen veröffentlicht[2])
- Alexander der Große und die Diadochen. Leipzig 1925. Rezension von Helmut Berve: Gnomon. Band 3 (1927), S. 127–128
- Griechische Staatstheorien: Platon und Aristoteles. München 1926. Neudruck Bielefeld 1941
- Makedonien bis zur Thronbesteigung Philipps II. München 1930
- Rasse, Volk und Staat im Altertum. Leipzig/Berlin 1936

Herausgeberschaft
- Friedrich Cauer: Römische Geschichte. 2., umgearbeitete Auflage, Berlin 1933